# Владимир Лешић
Владимир Лешић Леша (Влада) је перкусиониста, музички продуцент, композитор, аранжер, један од оснивача Дел арно бенда, оснивач и власник студија Академија и издавачке куће ЛВO који су омогућили одржање и стварање нових вредности рокенрол сцене у Србији у 1990им, дугогодишњи музички сарадник и уредник РTС, директор агенције .

## Биографија
Рођен је 18. јула 1962. у Београду; праунук је Милоша Савчића, једног од градоначелника Београда и највећих српских инжењера 19. века.

### Музика
У раној младости, 1977, оснива свој први бенд - панк групу „Кошмар“. Крајем осамдесетих, заједно са браћом Матић оснива Дел Арно Бенд, где свира удараљке и у коме остаје до распада прве поставе групе (1993), када са неколико бивших чланова Дел Арна оснива Зајон (Zion). Поред рада у овим бендовима, свирао је као гостујући музичар на бројним албумима најпознатијих српских рок група деведесетих: Бјесови, Кристали, Бабе, Дарквуд Даб, Плејбој итд.
Деведесетих покреће музички студио Академија, који прво ради у ФЛУ, а затим се сели у Лешин стан у улици Ђуре Даничића у Београду. У том студију се снимају неки од најважнијих рок албума деведесетих година. Паралелно са тим води издавачку кућу ЛВО (Лешић Владимир и остали) рекордс.
Почетком двадесетпрвог века ради као директор агенције .

### Телевизија
Један је од аутора серијала „На веслу прича“, у продукцији РТС.

### Остало
Као један од наследника Милоша Савчића, бори се за праведан повраћај имовине одузете после Другог светског рата, био је и председник Српске лиге за повраћај имовине.
Био је на листи СПО као кандидат за народног посланика на републичким изборима 2007. године.